# Sanggyo-dong
Sanggyo-dong (koreanska: 상교동) är en stadsdel i staden Jeongeup i provinsen Norra Jeolla i den sydvästra delen av  Sydkorea, 230 km söder om huvudstaden Seoul. Trots sin formella status som stadsdel är Sanggyo-dong glest bebyggt, endast 17% av stadsdelens yta är bebyggd.